# Ɥ
La h volteada o h caída (mayúsculas: Ɥ , minúsculas: ɥ )
es una letra adicional del alfabeto latino , basada en una forma volteada de la H. Se utiliza en el idioma Dan en Liberia. Su forma minúscula se usa en el Alfabeto Fonético Internacional para representar la Aproximante palatal labializada sonora . También se usó históricamente en los alfabetos de abaza, abjasio y vassali maltés.

la h volteada

## Uso
Un uso temprano de la h volteada apareció en el alfabeto fonético de Benjamin Franklin , donde representaba [ʌ].
Durante la latinización , la letra aparecería en el alfabeto latino abaza de 1932 donde denotaba el sonido [t͡ɕ] , y en el alfabeto latino abjasio de 1924 donde denotaba el sonido [t͡ʃʰ]. La letra también apareció en el alfabeto maltés de Vassalli y en el alfabeto de Metelko para el esloveno , donde representaba el sonido [t͡ʃ].
En el alfabeto Metelko, los idiomas maltés, abaza y abjasio, la letra tenía una forma mayúscula Ч, idéntica a la letra cirílica Che . Esta letra también se usó en la primera versión de Unifon .